# Младенческая смертность в России
Младенческая смертность в России — смертность среди детей младше одного года. Наряду со средней продолжительностью жизни является одним из ключевых показателей в плане характеристики состояния здоровья населения страны.

## Российская империя
| Годы      | Число умерших на первом году жизни из 1000 родившихся |
| --------- | ----------------------------------------------------- |
| 1867-1871 | 267                                                   |
| 1872-1876 | 273                                                   |
| 1877-1881 | 270                                                   |
| 1882-1886 | 271                                                   |
| 1887-1891 | 269                                                   |
| 1892-1896 | 275                                                   |
| 1897-1901 | 260                                                   |
| 1902-1906 | 253                                                   |
| 1907-1911 | 244                                                   |

## СССР
Младенческая смертность (число детей, умерших в возрасте до 1 года) в России падала в 1960-е годы, росла в 1972—1976 гг, снижалась с 1985 по 1990.
| Год  | Число умерших на первом году жизни из 1000 родившихся |
| ---- | ----------------------------------------------------- |
| 1926 | 175                                                   |
| 1927 | 205                                                   |
| 1928 | 219                                                   |
| 1929 | 240                                                   |
| 1930 | 227                                                   |
| 1931 | 239                                                   |
| 1932 | 233                                                   |

## Российская Федерация
В 1991—1993 младенческая смертность росла, составив в 1993 году 19,9 промилле, после этого начав медленно падать, составив в 1999 году 16,9 промилле.
В 2011 году младенческая смертность составила 7,3 промилле, самая высокая младенческая смертность отмечается в Северо-Кавказском федеральном округе (12,9 промилле), самая низкая в Северо-Западном (5,4 промилле).
В связи с изменением методики расчёта в 2012 году младенческая смертность выросла. Самый низкий индекс младенческой смертности в России на протяжении последнего десятилетия был в Чувашии и составлял в 2015 году 3,3 промилле.
По заявлению министра здравоохранения Российской Федерации Вероники Скворцовой, показатель смертности среди младенцев в России в 2014 году составил 7,4 на тысячу родившихся против 8,2 — в 2013 году.
По результатам 2015 года уровень младенческой смертности снизился до 6,5.
В январе-июле 2016 показатель младенческой смерти упал до исторического минимума до 6,0 на 1 000 родившихся.
В 2017 году младенческая смертность в стране снова снизилась, достигнув рекордно низкого значения — 5,5 на 1 тыс.
В 2018 году младенческая смертность в РФ снизилась до 5,1 случая на 1 тыс. родившихся.
По информации Минздрава РФ, в 2023 году младенческая смертность сократилась до 4,2 на 1 тысячу родившихся живыми, сократившись с 2021 года на 8,7%, что стало очередным историческим минимумом. В 2024 году, по данным президента РФ Владимира Путина, младенческая смертность в России достигла очередного исторического минимума и составила 4 случая на 1000 родившихся живыми.